# Paradise Now
Paradise Now (engl. paradise – Paradies, now – jetzt) ist ein Kinofilm des palästinensisch-niederländischen Regisseurs Hany Abu-Assad, der 2004 im Westjordanland gedreht wurde. Filmstart in deutschen Kinos war der 29. September 2005.
Er erzählt die Geschichte zweier junger palästinensischer Selbstmordattentäter. Der Filmtitel bezieht sich auf die Versprechung, für die Tat ins Paradies zu kommen.

## Handlung
Die beiden Freunde Khaled und Said werden als Selbstmordattentäter einer (im Film namenlosen) Terrororganisation nach Israel geschickt. Der erste Anschlagsversuch schlägt fehl. Bevor es zu einem zweiten kommt, haben die beiden Zeit, über ihr Tun nachzudenken. Bei Khaled werden die Zweifel an der Richtigkeit seines Tuns immer größer, während Saids Entschlossenheit noch zunimmt. Saids Vater wurde von einer palästinensischen Terrororganisation als „Kollaborateur“ liquidiert, wodurch der Wunsch, die Familienehre wiederherzustellen, zum Motiv für sein Handeln wurde. Auch die Liebe der Menschenrechtsaktivistin Suha, die für eine friedliche Konfliktlösung steht, kann ihn nicht von seinem Entschluss abbringen. Der Film suggeriert, dass Suha, die nicht in den palästinensischen Gebieten lebt, keine Ahnung von den Verhältnissen dort hat, demzufolge auch ihre Argumente den Hauptakteuren wenig stichhaltig erscheinen. Der Film endet mit einer Szene, die Said mit einem emotionslosen Gesichtsausdruck in einem Bus zeigt, woraufhin ein weißes Licht folgt. Ob Said die Bombe gezündet hat oder nicht bleibt somit offen und wird der Interpretation des Zuschauers überlassen.

## Filmsprache
Der Film will die Attentäter weder als Helden noch als Monster darstellen, sondern als sympathische Menschen mit Zweifeln und Ängsten, die eine Entscheidung über Leben oder Tod treffen müssen. Sie werden nicht als Fanatiker dargestellt, sondern als Rekruten einer mörderischen Ausweglosigkeit (Frankfurter Rundschau).
Der Film verzichtet weitgehend auf Musik und Hintergrundgeräusche. Groß- und Detailaufnahmen von Gesichtern und Blickwechseln verdeutlichen die unter der Oberfläche liegenden Emotionen der Personen.
Die in Israel spielenden Szenen sind in ein helles, scharf konturiertes Licht getaucht, das die für Palästinenser feindliche Umgebung und gleichzeitig die Übergangssituation zwischen Leben und Tod symbolisieren soll.
Das gemeinsame Essen am Abend vor dem geplanten Anschlag hat einen deutlichen symbolischen Bezug zum christlichen Abendmahl.
Der Film vermeidet offensichtliche Wertungen, trotzdem wird Kritik an der „Vermarktung“ der Attentäter deutlich. In einer Szene wird eine Videobotschaft der Attentäter aufgezeichnet, die später zu Propagandazwecken eingesetzt werden soll. Dabei versagt die Kamera und die Aufzeichnung muss mehrmals wiederholt werden, wobei zwischendurch von Saids Mutter zubereitete Brote verzehrt werden, und schließlich statt ein Standardmanifest das dritte Mal vorzulesen, eine letzte Empfehlung für den Kauf billiger Wasserfilter ausgesprochen wird. Es wird auch deutlich, dass es nicht nur „Märtyrer-Videos“ gibt, sondern auch solche, bei denen angebliche Kollaborateure ihre Verfehlungen zugeben müssen, bevor sie von den eigenen Leuten getötet werden. Ironischerweise erzielen die Händler beider Videos höhere Preise mit letzteren.

## Kritik
In einer Presseerklärung von Amnesty International (AI) heißt es über den Film: Eine kleine Geschichte über einen großen Konflikt – moralisch, aber nicht moralisierend, berührend, aber nicht sentimental. Ein Film, der zur Auseinandersetzung zwingt, ohne belehrend zu sein.
Der Regisseur: In diesem Film geht es nicht um die Opfer. Er konzentriert sich auf die Geschichten der Selbstmordattentäter, die sonst anonym bleiben.
Es gab heftige Kritik an dem Film bis hin zu Boykottaufrufen. Einige Kritiker meinen, die Problematik werde verharmlosend dargestellt und der politische Hintergrund werde unzureichend thematisiert. Außerdem wird kritisiert, dass nicht klar werde, dass es unmoralisch ist, Unschuldige zu ermorden. Selbst Suha verurteile die Terrorattacken nicht moralisch, sondern betrachte sie nur als das taktisch falsche Mittel. Daher sei der Film letztlich nicht mehr als Propaganda für Selbstmörder. Eine solche Ansicht wird etwa durch eine emotionale Rede Saids gestützt, in der er seinen Kommandeur um eine zweite Chance für seinen Anschlag bittet. Als verharmlosend wird etwa empfunden, dass einerseits gezeigt wird, wie Said ein israelisches Kind in einem Bus verschont, was ihn als mitfühlend darstellen soll, dass aber andererseits der Mordanschlag selbst – also die Darstellung von toten Menschen, abgetrennten Körperteilen etc. – nicht gezeigt wird. Stattdessen blendet der Film nach einer Einstellung auf die Augen Saids zu einer weißen Leinwand über. Der Film gebe den Tätern ein zu menschliches Antlitz und nehme damit die Täter- und nicht die Opferperspektive ein. Man kann allerdings argumentieren, dass auch die Attentäter, die sich aufgrund ihrer als schlecht empfundenen Lebensbedingungen für politische Zwecke instrumentalisieren lassen, ebenso wie ihre Familien Opfer sind. Der Regisseur selbst sagte dazu anlässlich der Berlinale „Aber ich verurteile die Selbstmordattentäter nicht. Für mich ist das eine sehr menschliche Reaktion auf eine extreme Situation.“
Der Potsdamer Filmwissenschaftler Tobias Ebbrecht sieht einen Zusammenhang zwischen den Filmen Der Untergang und Paradise Now, die beide von Eichingers Constantin Film verliehen werden. Er meint, beide ermöglichten es dem deutschen Publikum, diejenigen in der Opferrolle zu sehen, die Juden getötet haben oder es zu tun planen – Sekretärinnen und einfache Soldaten im Falle von Der Untergang – gut aussehende junge Palästinenser im Falle von Paradise Now. Die einen würden als die wahren Opfer Hitlers dargestellt, die anderen als die Opfer der Verhältnisse. Dem deutschen Publikum, das dem Film den Publikumspreis in Berlin eingebracht hat, unterstellt er eine „Faszination am Sujet des Films“ und damit eine heimliche Freude an palästinensischer Gewalt gegen Israelis.
Der Kritiker Lars Thoma lobt hingegen die hervorragende Leistung der Hauptdarsteller Ali Suliman, Kais Nashef und Lubna Azabal. Er hält das Drama auch in künstlerischer Hinsicht für überzeugend, zumal es bei einigen Gelegenheiten auf das Medium Film selbst rekurriert, zum Beispiel in einer Szene, in der Said die Zerstörung eines Kinos im Rahmen einer Protestaktion erwähnt. Der Titel des Films ließe sich als Referenz auf den Antikriegsfilm schlechthin, Francis Ford Coppolas „Apocalypse Now“, verstehen. Auch in „Paradise Now“ würden Menschen auf eine im Grunde sinnlose Mission geschickt, die – in diesem Fall im wahrsten Sinne des Wortes – ein Himmelfahrtskommando ist.

## Finanzierung
Im Herbst 2004 gründeten die Internationalen Filmfestspiele Berlin und die Kulturstiftung des Bundes in Zusammenarbeit mit dem Goethe-Institut den World Cinema Fund. Dieser Fonds soll Projekte unterstützen, die keine Finanzierung durch die Filmindustrie vorzuweisen haben. Außerdem müssen diese Projekte inhaltlich regional wichtige Themen verarbeiten. Der Film Paradise Now ist das erste Projekt, das aus diesem Fonds unterstützt wurde.

## Auszeichnungen
Paradise Now zählte bei der 78. Oscar-Verleihung zum Favoritenkreis auf den Sieg in der Kategorie Bester fremdsprachiger Film, musste sich aber dem südafrikanischen Beitrag Tsotsi geschlagen geben. Bei den am 16. Januar 2006 verliehenen Golden Globe Awards 2006 wurde das Drama als offizieller palästinensischer Beitrag mit dem Preis für den besten fremdsprachigen Film ausgezeichnet. Ferner gewann Hany Abu-Assads fünfte Regiearbeit den Preis der National Board of Review, den Europäischen Filmpreis für das beste Drehbuch und wurde auf der Berlinale im Jahr 2005 unter anderem mit dem Filmpreis von Amnesty International prämiert. Bei der Verleihung der US-amerikanischen Independent Spirit Awards einen Tag vor der Oscar-Verleihung, setzte sich Paradise Now erneut als beste Auslandsproduktion unter anderem gegen den deutsch-türkischen Beitrag Gegen die Wand von Fatih Akın durch.

### Oscar 2006
- nominiert als Bester fremdsprachiger Film

### Golden Globe 2006
- Bester fremdsprachiger Film

### Weitere
Berlinale 2005
- Großer Preis der Europäischen Film- und Fernsehakademie („Der Blauer Engel“)
- Leserpreis der Berliner Morgenpost
- Amnesty International Filmpreis
- nominiert für den Goldenen Bären als bester Film

Dallas-Fort Worth Film Critics Association Awards 2005
- Bester fremdsprachiger Film

Emden International Film Festival 2005
- Bester Film – Dritter Platz

Europäischer Filmpreis 2005
- Bestes Drehbuch

Independent Spirit Awards 2006
- Bester ausländischer Film

National Board of Review 2005
- Bester fremdsprachiger Film

Nederlands Film Festival 2005
- Bester Film
- Bester Schnitt

Nominiert in den Kategorien
- Beste Regie
- Bestes Drehbuch
- Preis der niederländischen Filmkritiker

### Kritik
- Sympathieträger mit Hundeblick – aus der Welt vom 28. September 2005
- Körper in Sprengstoffgürteln aus der TAZ vom 29. September 2005
- Uri Avnery: Von Rache zu Rache (Aurora, 3. März 2006; Besprechung der Filme Paradise Now und München)
- Keine Sympathie mit den Attentätern (Memento vom 11. Dezember 2009 im Internet Archive) (Interview mit Esther Schapira in der Netzeitung)